# Holliston (telessérie)
Holliston (mesmo título no Brasil) é uma telessérie norte-americana de 2012, dos gêneros comédia de terror e romance. Criada pelo cineasta independente Adam Green e descrita como uma "sitcom de terror", a série foi  transmitida originalmente pela hoje extinta rede de televisão a cabo FEARnet, sendo a primeira série original do canal. Após a exibição de 17 episódios distribuídos em duas temporadas entre abril de 2012 e agosto de 2013, o programa entrou em hiato indefinido. Os episódios também foram disponibilizados em mídia doméstica física e em algumas plataformas digitais.

## Premissa
Ambientada na pequena localidade de Holliston, em Massachusetts, a série é estrelada por Adam Green e Joe Lynch. Eles interpretam, respectivamente, Adam e Joe, dois graduados da faculdade que estão tentando realizar o sonho de se tornarem cineastas de terror, embora mal consigam sobreviver trabalhando numa estação local de televisão a cabo. O elenco principal é completado por Laura Ortiz no papel de Laura — a artisticamente mórbida namorada de Joe —, e Corri English, que interpreta Corri — a ex-namorada de Adam e amor de infância que ele tenta constantemente reconquistar. O programa apresenta regularmente Dee Snider, do Twisted Sister, como Lance Rockett — o chefe crossdresser de Adam e Joe e amante do glam rock —, e Dave Brockie, do Gwar, interpretando Oderus, o amigo imaginário e guia espiritual de Adam.

## Elenco
Fazem parte do elenco fixo ou regular da série:
- Adam Green como Adam
- Joe Lynch como Joe
- Laura Ortiz como Laura
- Corri English como Corri
- Dee Snider como Lance Rockett
- Dave Brockie como Oderus Urungus

## Visão geral da série
| Temporada | Temporada | Episódios | Exibição original    | Exibição original   | DVD e Blu-ray        | DVD e Blu-ray | Ref.  |
| Temporada | Temporada | Episódios | Estreia da temporada | Final da temporada  | Data de lançamento   | Notas         | Ref.  |
| --------- | --------- | --------- | -------------------- | ------------------- | -------------------- | ------------- | ----- |
|           | 1         | 6         | 3 de abril de 2012   | 8 de maio de 2012   | 9 de outubro de 2012 | Região 1      | [ 6 ] |
|           | 2         | 11        | 4 de junho de 2013   | 6 de agosto de 2013 | 8 de abril de 2014   | Região 1      | [ 7 ] |

## Produção
O conceito de Holliston surgiu em meados da década de 1990, a partir de um programa intitulado Coffee & Donuts, que o cineasta Adam Green produziu durante o ensino médio para uma estação de rádio escolar. A série foi produzida pela produtora de Green, ArieScope Pictures, em associação com A Bigger Boat e The Hacienda Film; o título é uma homenagem do cineasta à sua cidade natal, Holliston, localizada no condado de Middlesex, em Massachusetts. Green dirigiu todos os episódios da primeira temporada, enquanto o produtor supervisor Sean Becker encarregou-se da direção de muitos dos episódios da segunda. O compositor Bear McCreary, que também escreveu músicas para séries como The Walking Dead e Battlestar Galactica, forneceu a trilha sonora original de Holliston. Gravado em formato multicâmera, o programa assumia um formato típico de sitcom, incluindo uma trilha de risadas, porém, incorporava elementos de filmes de terror, tais como cenas de violência caricatural.
Em abril de 2012, pouco depois da estreia, a FEARnet anunciou a renovação contratual da atração para uma segunda temporada para 2013 e o aumento do número de episódios de seis para dez. Além dos episódios que compõem a segunda temporada, um "especial de Natal" com duração de uma hora foi ao ar em 18 de dezembro de 2012, servindo como uma ponte entre a primeira e a segunda temporadas. Holliston contou com participações especiais como os comediantes Seth Green e Brian Posehn, os cineastas John Landis e James Gunn e os atores Tony Todd, Danielle Harris, Kane Hodder, Bailee Madison, Ray Wise, Bill Moseley, Sid Haig e Derek Mears.
Nos Estados Unidos, a primeira temporada foi lançada em DVD e Blu-ray em 9 de outubro de 2012 e, no mês seguinte, foi disponibilizada no Hulu. A série começou um longo hiato no final de 2013, quando Green e Lynch começaram a trabalhar em seus próximos filmes, Digging Up the Marrow e Everly. Após a morte de Dave Brockie e o fechamento da FearNET em 2014, o futuro da série continuou indefinido. Em julho de 2015, Green e Lynch anunciaram a produção de uma terceira temporada com lançamento previsto para 2016 na plataforma GeekNation, o que não aconteceu. Em 2016, um romance gráfico inspirado no programa foi publicado pela Source Point Press. A série também entrou para os catálogos de serviços de streaming como iTunes e Shudder, que a disponibilizou em setembro de 2020.

## Recepção da crítica
O Dread Central comentou que "a segunda temporada de Holliston é um salto quântico para um programa que já era muito, muito bom". Tyler Doupe, do ComingSoon.net, disse: "Holliston tem muito coração. Vai agradar aos fãs de terror porque é feito por fãs de terror para fãs de terror". O The Austin Chronicle assim descreveu a série: "O resultado é metade Sabrina, the Teenage Witch, metade Monty Python... Pense nele como o programa que você esperava que The Big Bang Theory fosse".
Por outro lado, Nick Venable, do Cinema Blend, criticou o programa chamando-o de "sitcom de merda" e ressaltou que "No papel, você poderia dizer que é The League encontra Spaced. No entanto, você percebe que está segurando papel higiênico e essas são as divagações de uma criança com giz de cera manchado". Em crítica na Fangoria, Ken Hanley atribuiu uma nota 2/4 à atração, dizendo "enquanto o programa tenta descaradamente se identificar com os fãs de terror enquanto incorpora elementos atípicos de uma sitcom, a taxa de sucesso é uma mistura, já que cada momento divertido de bobagem merecida é rapidamente compensado por uma piada barata e sem inspiração".